# Ben 10 (phim truyền hình 2005)
Ben 10 là một bộ phim hoạt hình của Cartoon Network được thực hiện bởi "Man of Action" (một nhóm bao gồm Duncan Rouleau, Joe Casey, Joe Kelly, và Steven T. Seagle), và do Cartoon Network Studios sản xuất. Tập đầu tiên được phát sóng vào ngày 27 tháng 12 năm 2005, như một đoạn của phần chiếu thử trong loạt phim sáng thứ bảy trên kênh Cartoon Network. Tập thứ 2 được chiếu như tập đặc biệt trong loạt phim ngày thứ sáu của Ben 10 vào 14 tháng 1 năm 2006. Tập cuối được phát vào 15 tháng 4 năm 2008. Bài hát chủ đề của phim do Andy Sturmer sáng tác và do Moxy trình bày. Vào ngày 18 tháng 4 năm 2008, Ben 10 được nối tiếp bởi Ben 10: Alien Force.

## Cốt truyện khởi đầu
Bộ phim xoay quanh nhân vật Benjamin Kirby Tennyson (hay Ben Tennyson), người chị em họ Gwendolyn Catherine Tennyson (hay Gwen Tennyson) và người ông nội hiền từ Max Tennyson. Bộ phim khởi đầu khi Ben cùng Gwen và ông Max cùng chiếc xe caravan (xe có đủ tiện nghi như ở nhà) mang tên "Rust Bucket" đặc biệt của họ đi cắm trại trong rừng. Ben đi dạo và thấy trên trời có một quả thiên thạch rơi xuống khu rừng. Vì tính tò mò của mình, Ben quyết định đến gần quả thiên thạch xem có chuyện gì bất thường không. Khi đến nơi, Ben mới biết quả thiên thạch chỉ là một cái vỏ bọc cho một chiếc máy nhỏ như một cái đồng hồ điện tử (thực chất là Omnitrix) - một thiết bị có khả năng thay đổi cấu trúc DNA của người đeo nó thành các dạng sống ngoài hành tinh do người đó chọn.
Ben đưa tay lại gần thì nó vụt lên cổ tay câụ và bám chặt, khiến cậu không gỡ ra được. Sau khi bình tĩnh lại, Ben tìm ra cách sử dụng Omnitrix và biến thành Heatblast. Từ đó, Ben có thể biến hình thành 10 dạng người ngoài hành tinh (chưa kể những dạng biến hình mới) để giúp mọi người thoát khỏi móng vuốt của những kẻ muốn xâm chiếm địa cầu, hoặc đôi khi là để thực hiện những trò nghịch phá của cậu. Suốt mùa hè, Ben đã đối mặt với rất nhiều kẻ phản diện, kể cả những kẻ phối hợp cùng nhau như một nhóm hoặc đồng sự như Kevin 11 và Vilgax. Ben được Tara Strong lồng tiếng, Gwen được lồng tiếng bởi Megan Smith còn ông nội Max được lồng tiếng bởi Jim Ward.

## Omnitrix
Omnitrix là 1 thiết bị điện tử mang vẻ ngoài giống đồng hồ đeo tay có thể biến người sử dụng thành những dạng sống ngoài hành tinh (trong nhóm 10 dạng) do người đó chọn. Nó đã dính vào cổ tay trái của Ben ngay từ tập đầu của series và rất khó để tháo rời một khi đã liên kết với vật chủ. Theo lời Azmuth (người tạo ra Omnitrix) thì Omnitrix được tạo ra với mục đích chính là để liên kết các giống loài trong vũ trụ lại với nhau. Ngoài ra, nó còn là một kho chứa DNA đề phòng khi sự sống trên vũ trụ rơi vào cảnh tuyệt chủng.
Omnitrix còn có thể quét DNA để thêm các dạng biến hình mới (những dạng này đã có sẵn trong kho dữ liệu của Omnitrix), bảo vệ vật chủ khỏi những tác động xấu (như tia đột biến của Dr. Animo), v.v.... Trong một lần khám phá, Ben vô tình mở được chế độ Master Control - cho phép người sử dụng mở khóa tất cả các dạng biến hình, biến hình bằng lời nói/suy nghĩ và không giới hạn thời gian biến hình. Omnitrix còn có thể tự huỷ, đó là giải pháp cuối cùng khi thiết bị này bị rơi vào tay kẻ xấu (đặc biệt là Vilgax). Tuỳ thuộc vào thời gian nạp năng lượng tự huỷ mà sự tự huỷ này sẽ kéo theo cả người sử dụng hoặc cả vũ trụ.
Trong Ben 10: Alien Force, Omnitrix đã được hiệu chuẩn lại và cho Ben những dạng biến hình mới (vẫn lưu lại những dạng cũ). Đây cũng là một tính năng của Omnitrix. Ngoài ra, trong phần phim này, Omnitrix còn có thể giao tiếp/cảnh báo bằng tiếng Anh (giống như một trợ lý ảo), gỡ bỏ DNA có hại (như biến DNAlien trở lại dạng người). Ở tập cuối "The Final Battle", Omnitrix đã tự huỷ trong tay Vilgax và Ben nhận được Ultimatrix từ Albedo, tiếp tục với phần phim Ben 10: Ultimate Alien.

## Trên phim ảnh
Một bộ phim ngắn mang tựa đề Ben 10: Cuộc chiến với thời gian đã được Warner Bros, Turner Entertainment và Cartoon Network phối hợp sản xuất năm 2007 với sự tham gia của Graham Phillips, Haley Ramm, Lee Majors, Christien Anholt & Beth Littleford.

## Phần kế tiếp
Ben 10: Alien Force là phần kế tiếp của Ben 10, lấy bối cảnh 5 năm sau loạt phim chính. So với Ben 10, series này mang 1 nội dung u ám hơn. Ben 10: Alien Force được trình chiếu lần đầu trên kênh Cartoon Network vào 18 tháng 4 năm 2008. Một video game của loạt phim đã được phát hành cho dòng máy Nintendo DS, Wii, PlayStation 2 và PSP.
Một phần tiếp theo khác của serie có tên Ben 10: Evolutions (nhưng rồi được đổi tên thành Ben 10: Ultimate Alien), đã được Cartoon Network Upfront 2009 xác nhận và sẽ ra mắt 1 năm sau Alien Force.
Sau series Ultimate Alien là series Omniverse. Nối tiếp sự dang dở của Ben 10 Ultimate Alien

## Phát sóng
Tại Việt Nam, Ben 10 đã từng được phát trên kênh HTV3 (nay gọi là Dreams TV) trong những năm 2008 - 2010.
Tại Trung Quốc, Ben 10 được phát sóng chính thức từ cuối năm 2010, với kênh sóng đầu tiên là kênh Jiajia Cartoon (嘉佳卡通) (một kênh truyền hình vệ tinh dành cho thiếu nhi của Đài Phát thanh và Truyền hình Quảng Đông - GDTV, cơ quan truyền thông trực thuộc tỉnh Quảng Đông, Trung Quốc). Sau được phát sóng trên kênh CCTV6 (Kênh điện ảnh của Đài truyền hình trung ương Trung Quốc, do Trung tâm Truyền hình Điện ảnh thuộc Tổng cục Quảng bá Phát thanh Truyền hình Quốc gia Trung Quốc biên tập và lồng tiếng) trong năm 2012 và 2013. Hiện nay phim cũng được phát sóng trên một số nền tảng trực tuyến của Trung Quốc như Tencent Video và Youku.